# 24 Heures du Mans 1935
Navigation
Édition précédente Édition suivante
Les 24 Heures du Mans 1935 sont la 13e édition de l'épreuve et se déroulent les 15 et 16 juin 1935 sur le circuit de la Sarthe.

## Nombre de pilotes qualifiés pour la course
La barre des 100 pilotes qualifiés pour la course est franchie avec 116 coureurs au départ de cette treizième édition des 24 Heures du Mans. C'est un record également du côté des pilotes féminines avec 10 femmes sur la grille de départ dont quatre équipages.
| 61 Britanniques | 47 Français  | 2 Italiens    | 1 Australienne | 1 Brésilien |
| 1 Canadienne    | 1 Monégasque | 1 Néerlandais | 1 Roumain      |             |

## Classement final de la course

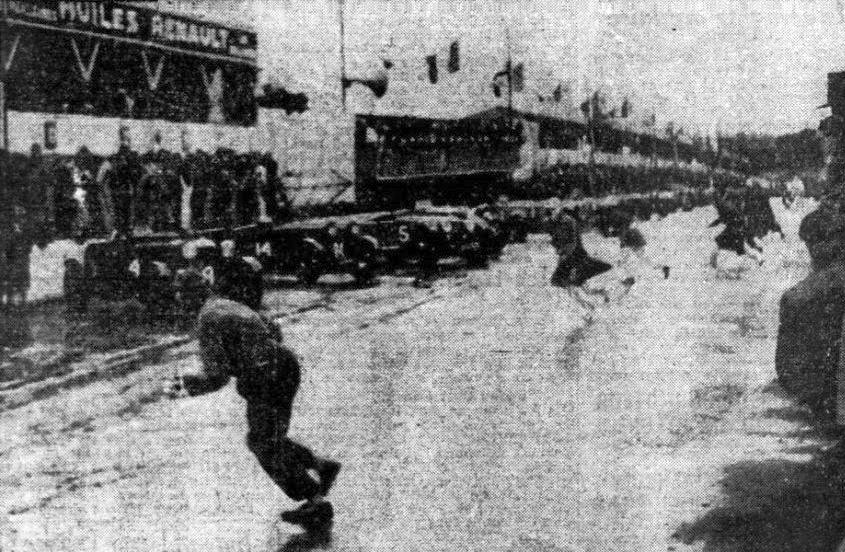
Départ de la course.

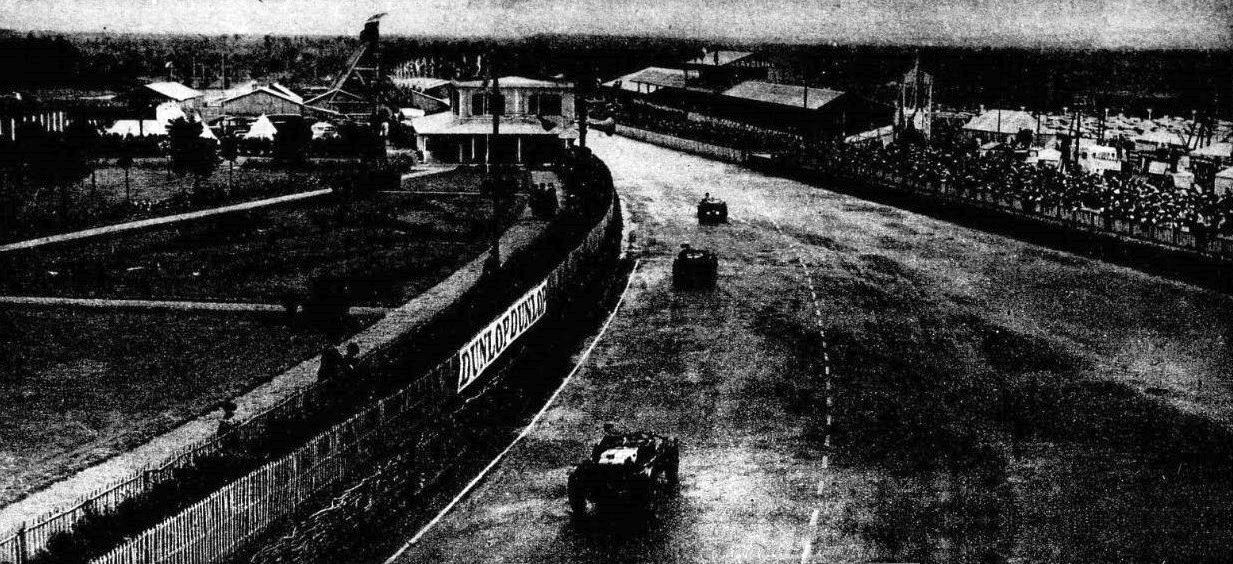
Les 24 Heures du Mans 1935.

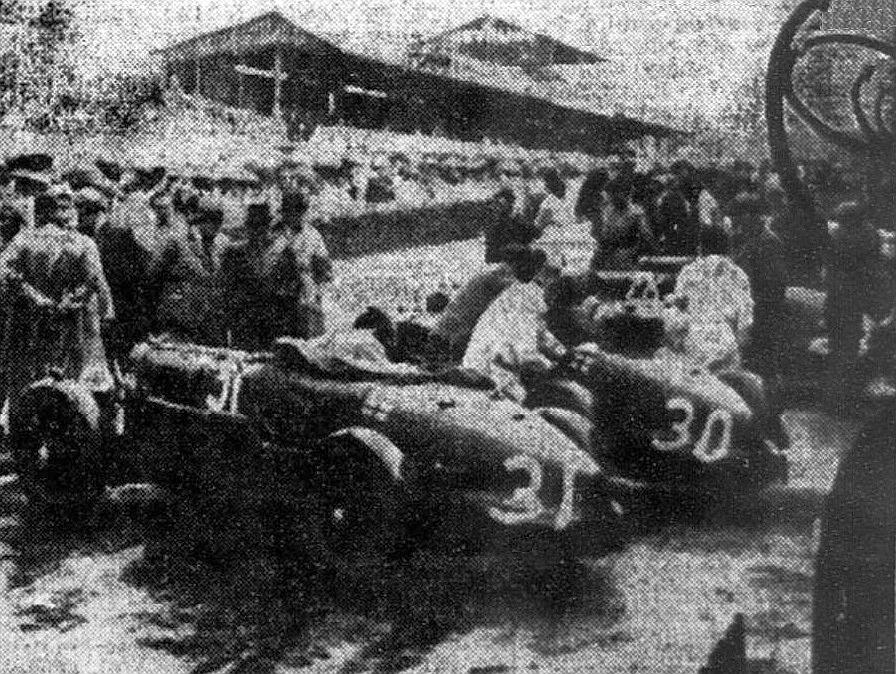
Deux Aston Martin au ravitaillement.

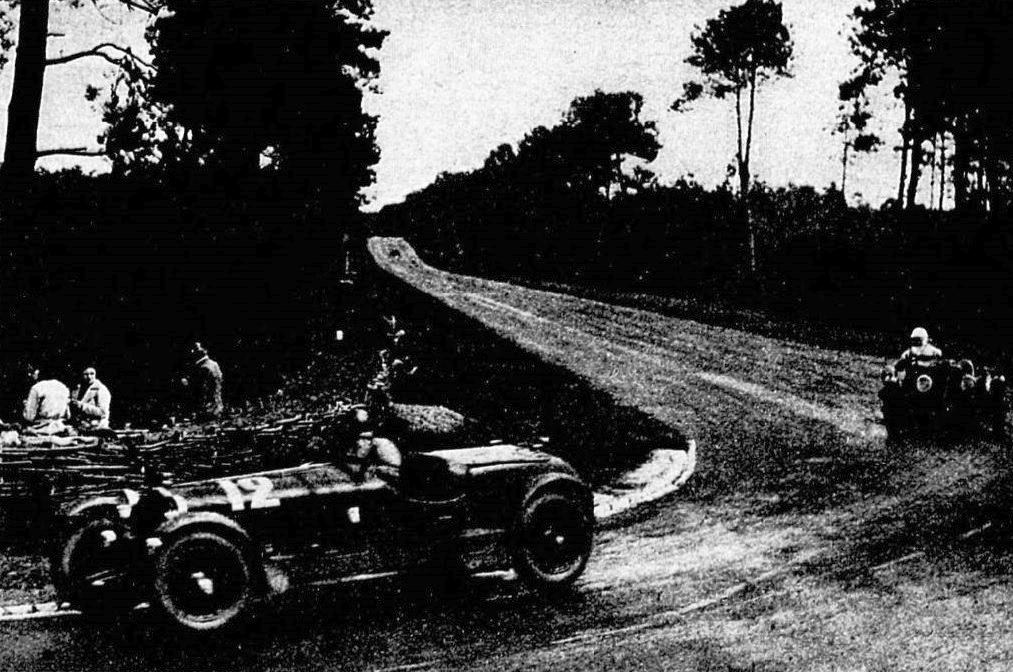
'Helde' (Pierre-Louis Dreyfus), futur 2e des 24 Heures du Mans 1935.

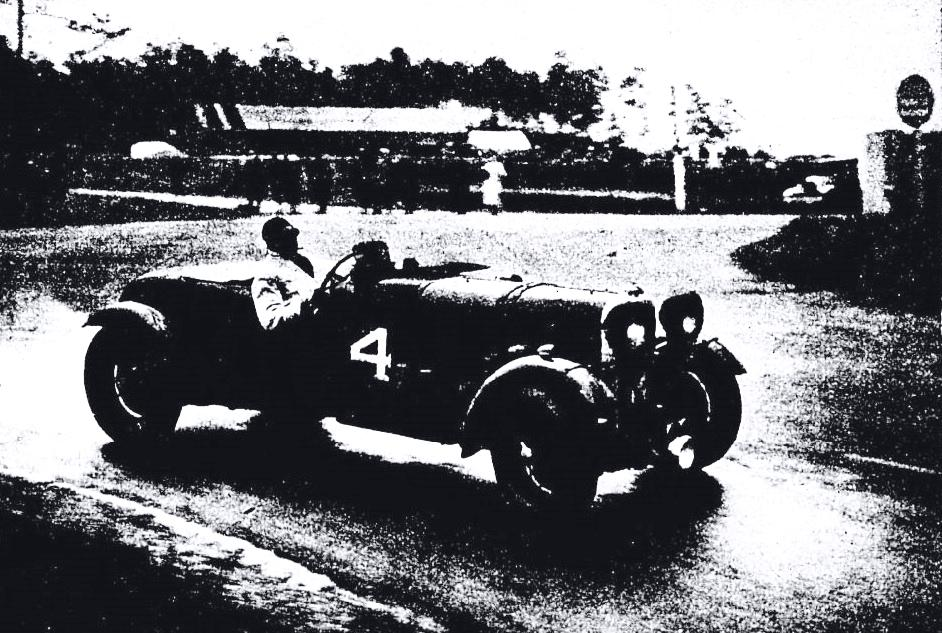
Johnny Hindmarsh, sur sa Lagonda M45R Rapide aux 24 Heures du Mans 1935.

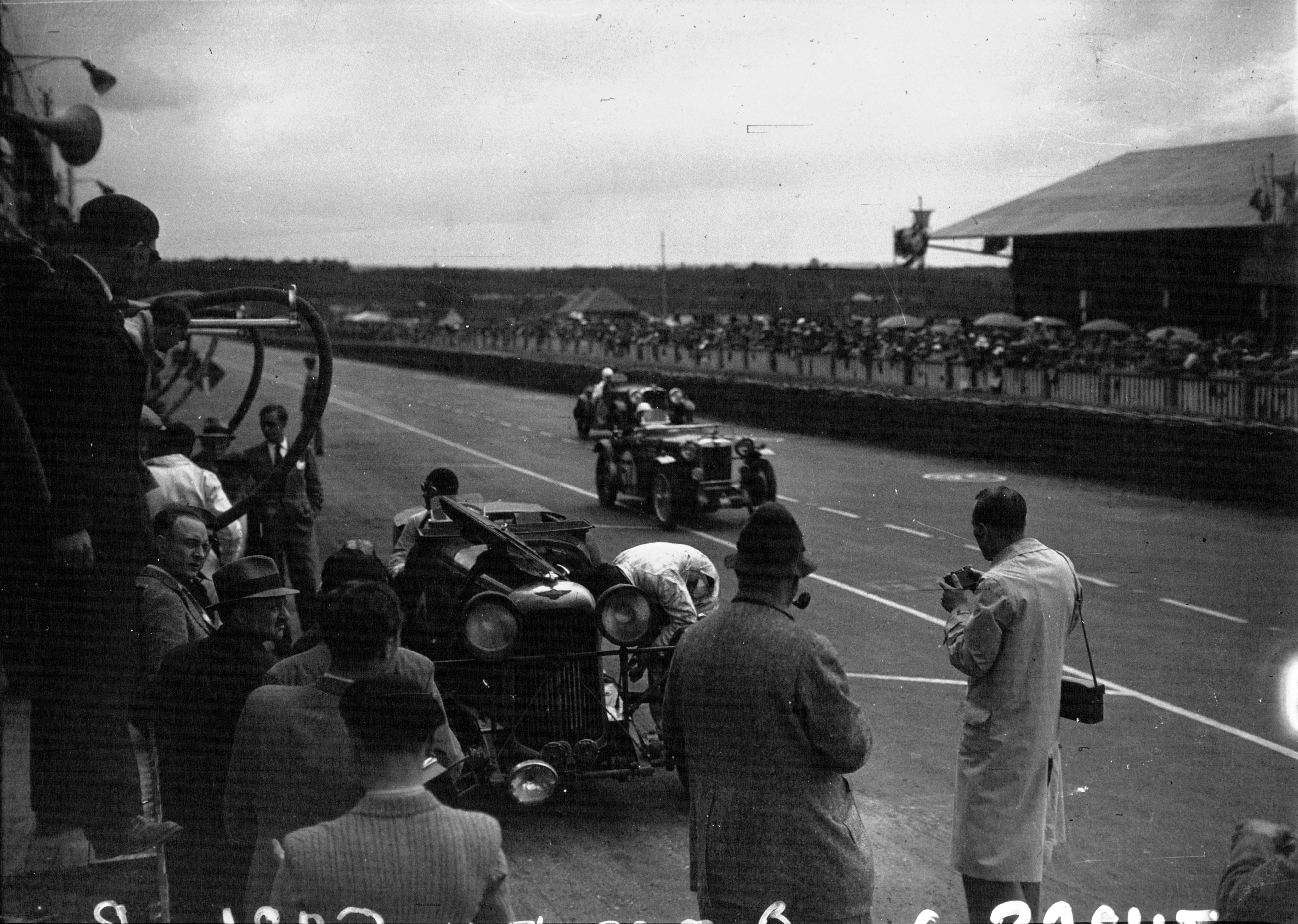
La Lagonda d'Hindmarsh et Fontés aux stands.

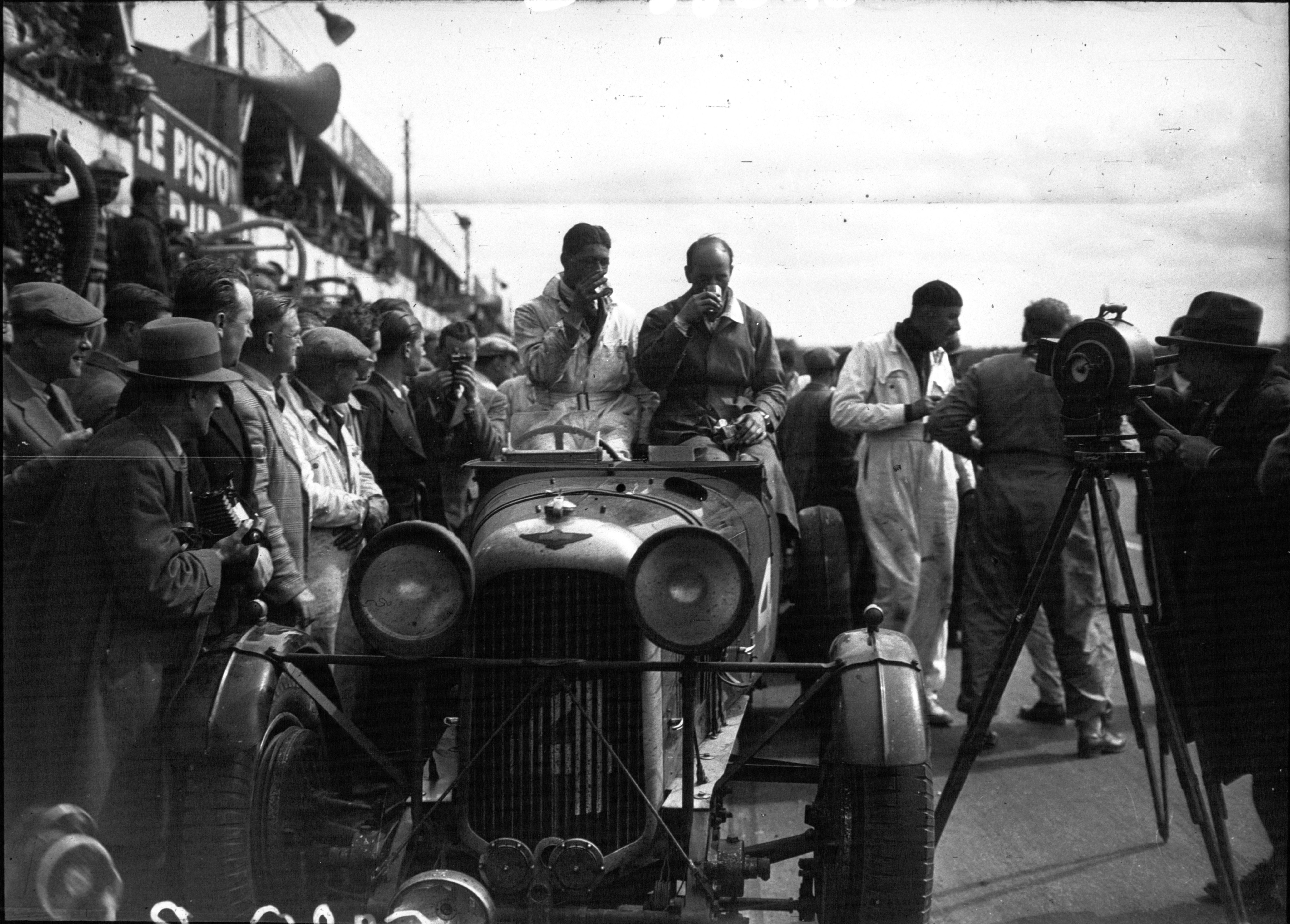
Les Anglais Johnny Hindmarsh et Luis Fontés...

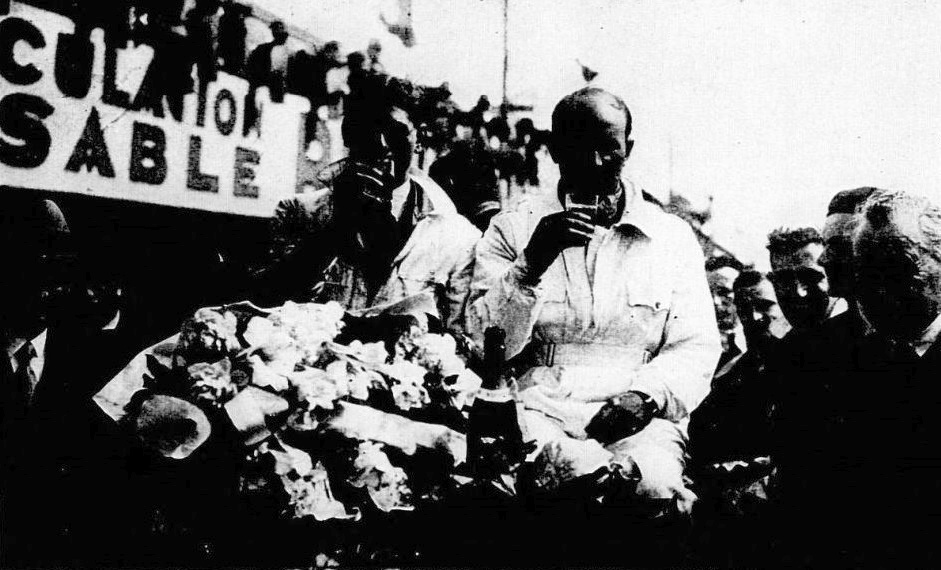
...victorieux des 24 Heures du Mans 1935 sur Lagonda.

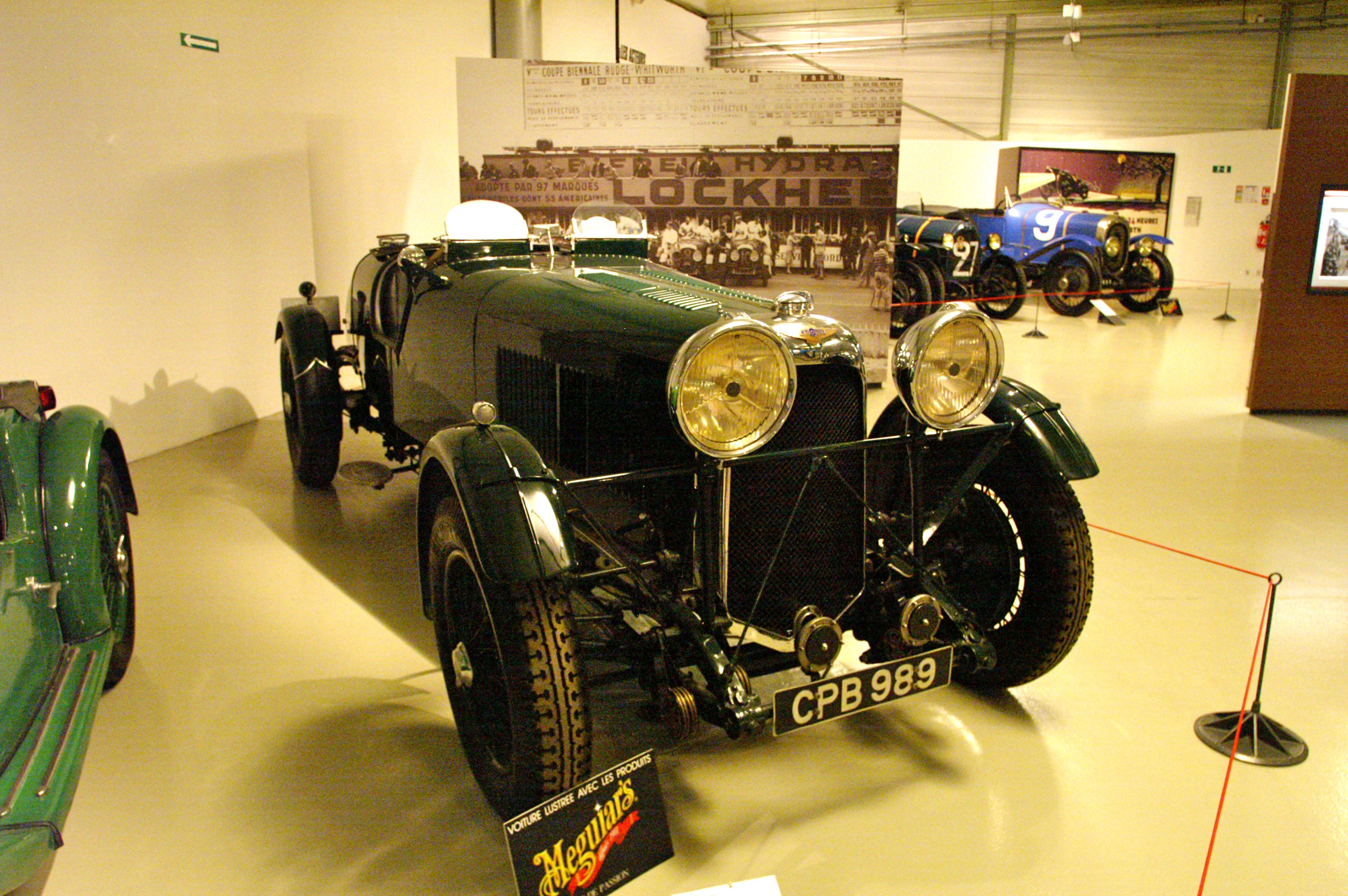
La Lagonda M45R (Rapide) victorieuse de Hindmarsh et Fontés (Musée des 24 Heures).

| Pos. | Catégorie | no | Écurie                          | Pilotes                                        | Châssis                             | Moteur                         | Tours |
| ---- | --------- | -- | ------------------------------- | ---------------------------------------------- | ----------------------------------- | ------------------------------ | ----- |
| 1    | 5.0       | 4  | Arthur W. Fox & Charles Nichol  | Johnny Hindmarsh Luis Fontés                   | Lagonda M45R Rapide                 | Meadows 4.5L I6                | 222   |
| 2    | 3.0       | 12 | Pierre Louis-Dreyfus            | Pierre Louis-Dreyfus Henri Stoffel             | Alfa Romeo 8C 2300                  | Alfa Romeo 2.3L compresseur I8 | 222   |
| 3    | 1.5       | 29 | Roy Eccles                      | Charles E.C. Martin Charles Brackenbury        | Aston Martin 1½ Ulster              | Aston Martin 1.5L I4           | 215   |
| 4    | 1.5       | 24 | Riley Motor Company Ltd.        | Alex can der Becke Cliff Richardson            | Riley Nine MPH Six Racing           | Riley 1.5L I4                  | 208   |
| 5    | 5.0       | 7  | Michel Paris                    | Michel Paris Marcel Mongin                     | Delahaye 18CV Sport                 | Delahaye 3.2L I6               | 207   |
| 6    | 2.0       | 21 | Guy Don                         | Guy Don Jean Desvignes                         | Alfa Romeo 6C                       | Alfa Romeo 1.8L I6             | 204   |
| 7    | 1.5       | 38 | Jean Trévoux                    | Jean Trévoux René Carrière                     | Riley Nine MPH Six Racing           | Riley 1.5L I4                  | 204   |
| 8    | 1.5       | 33 | Maurice Faulkner                | Maurice Faulkner Tom Clarke                    | Aston Martin 1½ Ulster              | Aston Martin 1.5L I4           | 202   |
| 9    | 1.1       | 42 | Philippe Maillard-Brune         | Philippe Maillard-Brune Charles Druck          | MG Magnette K3                      | MG 1.1L Supercharged I6        | 202   |
| 10   | 1.5       | 32 | C.T. Thomas                     | C.T. Thomas M. Kenyon                          | Aston Martin 1½ Ulster              | Aston Martin 1.5L I4           | 199   |
| 11   | 1.5       | 31 | P.L. Donkin                     | Peter Donkin Malcolm Douglas Hamilton          | Aston Martin 1½ Ulster              | Aston Martin 1.5L I4           | 199   |
| 12   | 1.5       | 27 | John Cecil Noël                 | Jim Elwes Mortimer Morris-Goodall              | Aston Martin 1½                     | Aston Martin 1.5L I4           | 196   |
| 13   | 5.0       | 14 | Arthur W. Fox & Charles Nichol  | Dr. J. Dudley Benjafield Sir Roland Gunter     | Lagonda M45R Rapide                 | Meadows 4.5L I6                | 196   |
| 14   | 1.5       | 26 | Louis Villeneuve                | Louis Villeneuve André Vagniez                 | Bugatti Type 51A                    | Bugatti 1.5L compresseur I8    | 195   |
| 15   | 1.5       | 30 | R.P. Gardner                    | R.P. Gardner A.C. Beloë                        | Aston Martin 1½ Ulster              | Aston Martin 1.5L I4           | 190   |
| 16   | 1.1       | 51 | F.S. Barnes                     | Frank Stanley Barnes Alf Langley               | Singer Nine Le Mans Replica         | Singer 1.0L I4                 | 183   |
| 17   | 1.5       | 34 | André Hénon                     | André Hénon Roger Rès                          | Singer 1½ Litre Le Mans             | Singer 1.5L I4                 | 177   |
| 18   | 1.1       | 45 | Mme Anne-Cecile Rose-Itier      | Anne-Cecile Rose-Itier Rober Jacob             | Fiat 508S Balilla Sport             | Fiat 1.0L I4                   | 172   |
| 19   | 1.1       | 48 | Gordon Hendy                    | Gordon Hendy James Boulton                     | Singer Nine Sports                  | Singer 1.0L I4                 | 171   |
| 20   | 1.1       | 54 | Anthony Marsh                   | Arthur Marsh H.B. Guest                        | Singer Nine Le Mans Replica         | Singer 1.0L I4                 | 160   |
| 21   | 1.1       | 46 | Gaston Duval                    | Gaston Duval Jean Treunet                      | B.N.C.                              | B.N.C. 1.0L I4                 | 160   |
| 22   | 1.1       | 52 | Raymond Gaillard                | Raymond Gaillard Maurice Aimé                  | Singer Nine Le Mans Replica         | Singer 1.0L I4                 | 159   |
| 23   | 1.1       | 53 | Guy Lapchin                     | Guy Lapchin Jacques Savoye                     | Singer Nine Le Mans                 | Singer 1.0L I4                 | 155   |
| 24   | 1.1       | 56 | Capt. G.E.T. Eyston             | Joan Richmond Miss Gordon Simpson              | MG PA Midget                        | MG 0.8L I4                     | 153   |
| 25   | 1.1       | 55 | Capt. G.E.T. Eyston             | Doreen Evans Barbara Skinner                   | MG PA Midget                        | MG 0.8L I4                     | 153   |
| 26   | 1.1       | 54 | Capt. G.E.T. Eyston             | Margaret Allen Coleen Eaton                    | MG PA Midget                        | MG 0.8L I4                     | 152   |
| 27   | 750       | 62 | John Carr                       | John Carr John Barbour                         | Austin 7 Speedy                     | Austin 0.7L I4                 | 141   |
| 28   | 750       | 60 | Austin                          | Charles Dodson R.G. Richardson                 | Austin 7 Speedy                     | Austin 0.7L I4                 | 138   |
| Abd. | 3.0       | 8  | Anthony Lago Auguste Bodoignet  | Auguste Bodoignet Gabriel Constant             | Talbot T150 Baby Sport              | Talbot 3.0L I6                 | 181   |
| Dsq. | 1.5       | 36 | Riley Motor Company Ltd.        | Jean Sébilleau Georges Delaroche               | Riley Nine MPH Six Racing           | Riley 1.5L I4                  | 149   |
| Abd. | 1.5       | 35 | Riley Motor Company Ltd.        | Freddi Dixon Cyril Paul                        | Riley Nine MPH Six Racing           | Riley 1.5L I4                  | 130   |
| Abd. | 1.1       | 44 | Amédée Gordini                  | Amédée Gordini Carlo Nazarro                   | Fiat 508S Balilla Sport Coppa D'Oro | Fiat 1.0L I4                   | 129   |
| Abd. | 5.0       | 6  | Bernard de Souza Dantas         | Bernard de Souza Dantas Roger Teillac          | Bugatti Type 57                     | Bugatti 3.3L I8                | 129   |
| Abd. | 3.0       | 10 | Earl Howe                       | Earl Howe Brian E. Lewis                       | Alfa Romeo 8C 2300                  | Alfa Romeo 2.3L compresseur I8 | 129   |
| Abd. | 3.0       | 18 | Comte Georges d'Arnoux          | Georges d'Arnoux Pierre Merlin                 | Bugatti Type 55                     | Bugatti 2.3L I6                | 128   |
| Abd. | 3.0       | 11 | Luigi Chinetti                  | Luigi Chinetti Jacques Gastaud                 | Alfa Romeo 8C 2300                  | Alfa Romeo 2.3L Compresseur I8 | 116   |
| Abd. | 5.0       | 8  | Roger Labric                    | Roger Labric Pierre Veyron                     | Bugatti Type 50S                    | Bugatti 5.0L I8                | 116   |
| Abd. | 1.1       | 50 | J.R.H. Baker                    | J.R.H. Baker Norman Black                      | Singer Nine Le Mans Replica         | Singer 1.0L I4                 | 107   |
| Abd. | 750       | 59 | Austin                          | Pat Driscoll C. Don Parish                     | Austin 7                            | Austin 0.7L I4                 | 106   |
| Abd. | 1.1       | 39 | Maurice Baumer                  | Maurice Baumer John Ludovic Ford               | MG Magnette K3                      | MG 1.1L compresseur I6         | 99    |
| Abd. | 1.1       | 58 | Philipee Maillard-Brune         | Jean Viale Albert Debille                      | MG PB Midget                        | MG 0.8L compresseur I4         | 98    |
| Abd. | 1.5       | 22 | « Tim Davies » (Dudley Folland) | « Tim Davies » A.F.P. Pane                     | Frazer Nash Shelsley                | Gough 1.5L I4                  | 96    |
| Abd. | 1.1       | 41 | Eddie Hertzberger               | Eddie Hertzberger « Raph »                     | MG Magnette K3                      | MG 1.1L compresseur I6         | 92    |
| Abd. | 1.1       | 43 | Écurie de L'Ours G. Boursin     | Marcel Horvilleur Gaston Serff                 | Amilcar CG Spéciale Martin          | Amilcar 1.1L I4                | 91    |
| Abd. | 750       | 61 | Austin                          | Charles Goodacre R.F. Turner                   | Austin 7                            | Austin 0.7L I4                 | 89    |
| Abd. | 2.0       | 19 | Derby                           | Gwenda Stewart Charles Worth                   | Derby                               | Derby 2.0L I4                  | 87    |
| Abd. | 1.5       | 23 | M.T.U. Collier                  | Michael Collier Peter Mitchell-Thomson         | Frazer Nash TT Replica              | Gough 1.5L I4                  | 77    |
| Abd. | 2.0       | 20 | Écurie Argo                     | Paul Vallée Albert Blondeau                    | Bugatti Type 35                     | Bugatti 2.0L Compresseur I8    | 74    |
| Abd. | 3.0       | 15 | Raymond Sommer                  | Raymond Sommer Raymond de Saugé Desttrez       | Alfa Romeo 8C 2300                  | Alfa Romeo 2.3L compresseur I8 | 69    |
| Abd. | 3.0       | 9  | « Rekip »                       | René Kippeurt Edmont Nebout                    | Bugatti Type 44                     | Bugatti 3.0L I8                | 64    |
| Abd. | 1.1       | 49 | Singer Ltd.                     | John Donald Barnes Tommy Wisdom                | Singer Nine Le Mans Replica         | Singer 1.0L I4                 | 57    |
| Abd. | 5.0       | 5  | Daniel Porthault                | Daniel Porthault Just-Émile Vernet             | La Lorraine B3-6                    | La Lorraine 3.5L I6            | 52    |
| Abd. | 1.5       | 37 | Riley Motor Company Ltd.        | Percy Maclure Sammy Newsome                    | Riley Nine MPH Six Racing           | Riley 1.5L I4                  | 47    |
| Abd. | 1.5       | 28 | R.E. Tongue                     | Clifton Penn-Hughes Thomas Forthringham-Parker | Aston Martin 1½                     | Aston Martin 1.5L I4           | 45    |
| Abd. | 1.5       | 25 | Riley Motor Company Ltd.        | Elsie Wisdom Kaye Petre                        | Riley Nine MPH Six Racing           | Riley 1.5L I4                  | 38    |
| Abd. | 8.0       | 1  | Prince Nicolas de Roumanie      | Prince Nicolas de Roumanie Emile Béghin        | Duesenberg Model J                  | Duesenberg 7.0L I8             | 38    |
| Abd. | 3.0       | 16 | Écurie Argo                     | Bernard Chaudé Jean-Gilbert Foury              | Bugatti Type 55                     | Bugatti 2.3L I6                | 26    |
| Abd. | 1.1       | 47 | Ian Connell                     | Ian Connell Nevil Lloyd                        | Singer Nine Le Mans Replica         | Singer 1.0L I4                 | 17    |

Détail :
- La no 36 Riley Racing MPH est disqualifiée pour aide extérieure après un accident.

## Record du tour
- Meilleur tour en course :  Earl Howe (no 10, Bugatti Type 57G Tank) en 5 min 47 s 9.

## Prix et trophées
- Prix de la Performance :  Roy Eccles (no 29, Aston Martin Ulster)
- 11e Coupe Biennal :  Roy Eccles (no 29, Aston Martin Ulster)

## À noter
- Longueur du circuit : 13,492 km
- Distance parcourue : 3 006,797 km
- Vitesse moyenne : 125,283 km/h
- Écart avec le 2e : 8,489 km